# أحمد عبد الله (لاعب كرة قدم مواليد 1999)
أحمد عبد الله جميل عبد الله (مواليد 16 يناير 1999)، هو لاعب كرة قدم إماراتي يجيد اللعب كظهير أيمن مع نادي شباب الأهلي في دوري الخليج العربي الإماراتي.

## روابط خارجية
- أحمد عبد الله جميل على موقع قاعدة بيانات كرة القدم.إي يو (الإنجليزية)
- أحمد عبد الله جميل على موقع ناشيونال فوتبول تيمز (الإنجليزية)
- أحمد عبد الله جميل على موقع Soccerway.com (الإنجليزية)

أحمد عبد الله جميل